# Afroheriades primus
Afroheriades primus là một loài Hymenoptera trong họ Megachilidae. Loài này được Peters mô tả khoa học năm 1970.